# Giovani Carlos Caldas Barroca
Giovani Carlos Caldas Barroca (Brasília, 14 de fevereiro de 1969) é um prelado da Igreja Católica brasileiro, atual bispo de Uruaçu.

## Vida
Desde 1987, Giovani Carlos Caldas Barroca estudou filosofia e teologia católica no seminário Nossa Senhora de Fátima, em Brasília. Ele recebeu o sacramento da ordenação da Arquidiocese de Brasília em 3 de dezembro de 1994 na Catedral Metropolitana de Brasília. Depois Caldas Barroca se especializou em exegese bíblica no Centro Universitário Claretiano.
Caldas Barroca tornou-se pastor da paróquia de São Miguel Arcanjo no Recanto das Emas em 8 de fevereiro de 1995. Além disso, foi vigário episcopal do Vicariato Leste desde 18 de junho de 2016 e pastor administrador da paróquia de São Francisco de Assis no Recanto das Emas desde 8 de abril de 2019. Além disso, Giovani Carlos Caldas Barroca ensinou lógica e filosofia no seminário Nossa Senhora de Fátima, em Brasília, no Seminário Redemptoris Mater e na Faculdade de Teologia de Brasília. Ele também era membro do Conselho de Sacerdotes, Conselho de Bispos e Conselho Pastoral Diocesano da Arquidiocese de Brasília. Caldas Barroca também fundou a comunidade católica Vida Nova .
Em 17 de junho de 2020, o Papa Francisco o nomeou Bispo de Uruaçu. Foi consagrado na Catedral Metropolitana de Brasília por Dom Sérgio da Rocha, arcebispo de São Salvador da Bahia, coadjuvado por Dom José Aparecido Gonçalves de Almeida, Bispo auxiliar de Brasília e por Dom Waldemar Passini Dalbello, bispo de Luziânia.